# Muelle de Gallineras
El Muelle de Gallineras es un puerto pesquero y deportivo situado en San Fernando (Cádiz) (Andalucía, España), cerca del Cerro de los Mártires y de Camposoto.

## Historia
En la época romana salían de Gallineras los barcos con destino a Tingitania. En el 304 Viator, prefecto de Roma, zarpó de aquí hacia África después de haber martirizado en el Cerro de los Mártires a San Servando y San Germán. Durante el asedio francés existieron dos baterías defensivas, Gallinera baja y Gallinera alta. En 1820 Riego partió de Gallineras rumbo a Cádiz con la intención de tomar la ciudad que no se había unido al alzamiento.
En 1953 se construye el primer muelle del puerto actual, siendo restaurado en 1958. En los años 1980 se procede a la modernización del actual muelle.
Había una capilla dedicada a la virgen del Carmen dónde se hacían romerías. Fue derrumbada en 2019.